# 中區 (岡山市)
中區（日语：／ Naka ku */?）是日本岡山縣岡山市的4個區之一，雖然是4個區中面積最小，但人口密度卻最高的一區。範圍主要位於旭川以東到百間川以西。雖然名為中區，但岡山市政府和岡山縣政府等行政中心及主要車站岡山車站皆不在該區內，區內也沒有大規模的商店街，這一點與大阪府堺市的中區相似。

## 歷史

### 年表
- 1899年8月1日：上道郡被併入岡山市。
- 1931年4月1日：上道郡宇野村、平井村被併入岡山市。
- 1952年4月1日：上道郡三蟠村、沖田村、操陽村、富山村被併入岡山市。
- 1954年4月1日：上道郡高島村、幡多村、財田町被併入岡山市。
- 2009年4月1日：岡山市成為政令指定都市，同時設制中區。

### 區名
最初原本是規劃與東區合為一區，但因為百間川以西居民的強烈反彈，市議會中也有很多異議，最終決定分割為兩區。
此區的區名經過公開徵募選拔後，依序為「中區」、「櫻區」、「操山區」、「旭區」、「城東區」，最後以排名第一的「中區」作為區名。

## 交通

### 鐵路
- 西日本旅客鐵道
  - ■山陽本線：（東區） - 東岡山車站 - 高島車站 - 西川原車站 - （北區）
  - ■赤穗線：大多羅車站 - 東岡山駅
- 岡山電気軌道
- ■東山本線：小橋站 - 中納言站 - 門田屋敷站 - 東山站

已停止營運
- 三蟠鐵道
- 西大寺鐵道

## 教育
大學
- 山陽學園大學
- 就實大學
- 山陽學園短期大學
- 就實短期大學

高等学校
- 岡山縣立岡山朝日高等學校
- 岡山縣立岡山城東高等學校
- 岡山縣立東岡山工業高等學校
- 岡山縣立岡山東商業高等學校
- 岡山縣立岡山操山中學校・高等學校
- 山陽女子中學校・高等學校

特殊學校
- 岡山大學教育學部附屬特別支援學校
- 岡山縣立岡山盲學校
- 岡山縣立岡山聾學校

## 外部連結
- （日語） 官方网站
- OpenStreetMap上有關中區 (岡山市)的地理